# Salangane d'Australie
Aerodramus terraereginae
Espèce
Synonymes
- Collocalia terraereginae
- Cypselus terraereginae Ramsay, 1875
(protonyme)

Statut de conservation UICN

 LC  : Préoccupation mineure
La Salangane d'Australie (Aerodramus terraereginae) est une espèce d'oiseaux de la famille des Apodidae.

## Répartition
Cette espèce est endémique du Queensland en Australie.